# Christopher Morales Williams
Christopher Morales Williams, född 5 augusti 2004 i Vaughan, Ontario, är en kanadensisk friidrottare som tävlar på 400 meter.
Morales Williams studerar vid och tävlar för University of Georgia. Vid Southeastern Conference Indoor Track & Field Championship i Fayetteville, Arkansas i USA satte han den 24 februari 2024 nytt världsrekord inomhus på 400 meter med tiden 44,49 sekunder. Världsrekordet ratificerades dock inte av World Athletics på grund av att startblocken som användes inte var godkända för världsrekord. 